# Алые паруса (фильм, 2001)
«Алые паруса» (чеш. Nachové plachty) — чешский кинофильм, снятый в 2001 году по мотивам произведений Александра Грина и спектаклю «Алые паруса» театра братьев Форманов.

## Сюжет
Фильм о ржавой 70-метровой барже, которая в течение нескольких месяцев трансформируется в театр и наполняется игривостью, фантазией, жестокостью и любовью. Это то, что получается, когда чешская театральная труппа, французский театр и группа венгерских цыганских музыкантов собираются вместе, чтобы адаптировать произведение русского автора Александра Грина.

## В ролях
| Актёр        | Роль |
| ------------ | ---- |
| Матей Форман |      |
| Милан Форман |      |
| Петр Форман  |      |